# سام غولاند
سام غولاند (بالإنجليزية: Sam Gowland)‏، المولود في 2 أغسطس 1995 في ميدلزبرة، إنجلترا، هو مقدم برامج إنجليزي. صعد إلى الشهرة عندما شارك في السلسلة الثالثة من مسابقة آي تي في 2 للمواعدة الواقعية جزيرة الحب في عام 2017.

## وصلات خارجية
- أنا جوفلاند على موقع IMDb (الإنجليزية)
- أنا جوفلاند على موقع ميتاكريتيك (الإنجليزية)
- أنا جوفلاند على موقع روتن توميتوز (الإنجليزية)
- أنا جوفلاند على موقع قاعدة بيانات الفيلم (الإنجليزية)